# Cajun Dance Party
Cajun Dance Party est un groupe de rock indépendant anglais formé en 2006.

## Biographie
Le groupe se forme en 2006. Ils se font remarquer cette même année par l'animateur Steve Lamacq de la BBC qui classe un de leurs titres comme l'une des 10 meilleure démos de l'année
Leur premier single, The Next Untouchable, est sorti en mars 2007.
Ils ont ensuite signé un contrat avec le label XL Recordings. Ils ont commencé leur première tournée par le festival de Glastonbury puis ont participé à plusieurs autres festivals dont le festival organisé par Les Inrockuptibles qui fut leur première apparition en France.
Leur premier album, The Colourful Life, produit par l'ancien guitariste de Suede Bernard Butler, est sorti le 28 avril 2008 sous le label XL Recordings.
La sortie de leur premier album a été différée car les membres du groupe devaient d'abord passer leur A-levels, (équivalent anglais du baccalauréat en France).
Le groupe s'est séparé en 2010 et deux de ses membres font désormais partie du groupe Yuck.

## Discographie
Album
Singles et Ep